# シュテファン・コヴァチ
シュテファン・コヴァチ（Ştefan Covaci、ハンガリー語: Kovács István コヴァーチ・イシュトヴァーン、1920年10月2日 - 1995年5月12日）は、ルーマニアの元サッカー選手。サッカー指導者。

## 経歴
ルーマニア国内でプロのサッカー選手を15年程した後、1953年に引退した。その後、指導者となる。
1967年にルーマニアのステアウア・ブカレストの監督に就任。ここでは1度のリーグ優勝と3度の国内カップ戦優勝を果たし、最初の成功を収めた。すると1971年に当時リヌス・ミケルスの下でUEFAチャンピオンズカップを優勝した、アヤックス・アムステルダムの監督に就任。ミケルスが実践していたトータル・フットボールの哲学を受け継ぎ、1972年、1973年にUEFAチャンピオンズカップ（現UEFAチャンピオンズリーグ）を優勝。アヤックスのUEFAチャンピオンズカップ3連覇に貢献した。尚1971-72シーズンにはUEFAチャンピオンズカップと合わせリーグ優勝と国内カップ戦優勝を果たし、トレブル を達成をした。
アヤックス退団後は、フランス代表やルーマニア代表、パナシナイコスやASモナコの監督を務めた。

## 獲得タイトル
ステアウア・ブカレスト
- リーガ1　1回  1967-68
- 国内カップ戦　3回  1968-69、1969-1970、1970-1971

アヤックス・アムステルダム
- エールディヴィジ　2回　1971-72、1972-73
- KNVBカップ　1回　1971-72
- UEFAチャンピオンズカップ　2回  1971-72、1972-1973
- インターコンチネンタルカップ 　1回　1972
- UEFAスーパーカップ　1回  1972

パナシナイコス
- 国内カップ戦　1回 1981-82